# شيلدون بولوك

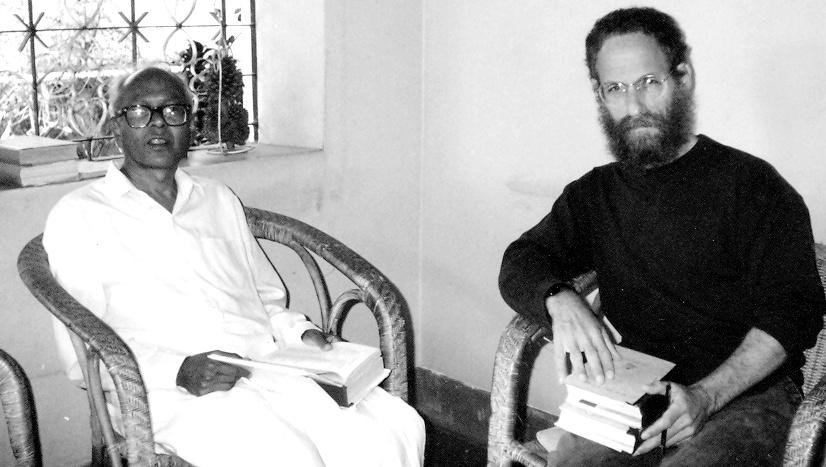

شيلدون بولوك (بالإنجليزية: Sheldon Pollock)‏ هو لغوي ومؤلف أمريكي، ولد في 16 فبراير 1948 في الولايات المتحدة.